# Aphanapteryx bonasia
Vous lisez un « bon article » labellisé en 2012.
Poule rouge, râle de Maurice
Espèce
Statut de conservation UICN

 EX  : Éteint
Aphanapteryx bonasia, parfois appelé poule rouge ou râle de Maurice, est une espèce éteinte d'oiseaux de la famille des Rallidae. Connu à partir d'os et de descriptions, c'était un râle incapable de voler, un peu plus grand qu'une poule, qui avait un plumage rougeâtre, des pattes noires et un long bec incurvé. Les ailes étaient petites, et les pattes minces pour un oiseau de cette taille. Il devait se nourrir d'invertébrés, des escargots présentant des traces d'attaque ayant été retrouvés près de son bec. Il a été décrit comme étant attiré par les objets rouges, ce qui aurait été exploité par l'homme pour le chasser.
Cet oiseau était endémique des Mascareignes, plus précisément de l'île Maurice, à l'est de Madagascar dans l'océan Indien. Le Râle de Rodrigues (Erythromachus leguati), espèce elle aussi éteinte mais qui vivait sur l'île de Rodrigues, serait son plus proche parent, et les deux oiseaux sont parfois placés dans le même genre, Aphanapteryx. Ses relations de parenté avec les autres râles ne sont pas claires.
Aphanapteryx bonasia n'est connu que de descriptions et d'illustrations du XVIIe siècle jusqu'à ce que des restes subfossiles soient décrits en 1869. François Leguat signale en 1693 que l'oiseau est devenu rare. C'est la dernière mention d'oiseaux en vie et l'on pense que l'espèce s'est éteinte vers 1700 à cause de l'homme qui chassait l'animal pour sa chair et qui a introduit le cochon, prédateur des œufs et des jeunes. L'espèce n'est parfois pas différenciée du dodo dans la littérature de l'époque, et il se pourrait que les derniers signalements de dodos, à la fin du XVIIe siècle, correspondent à des Râles de Maurice.

## Description

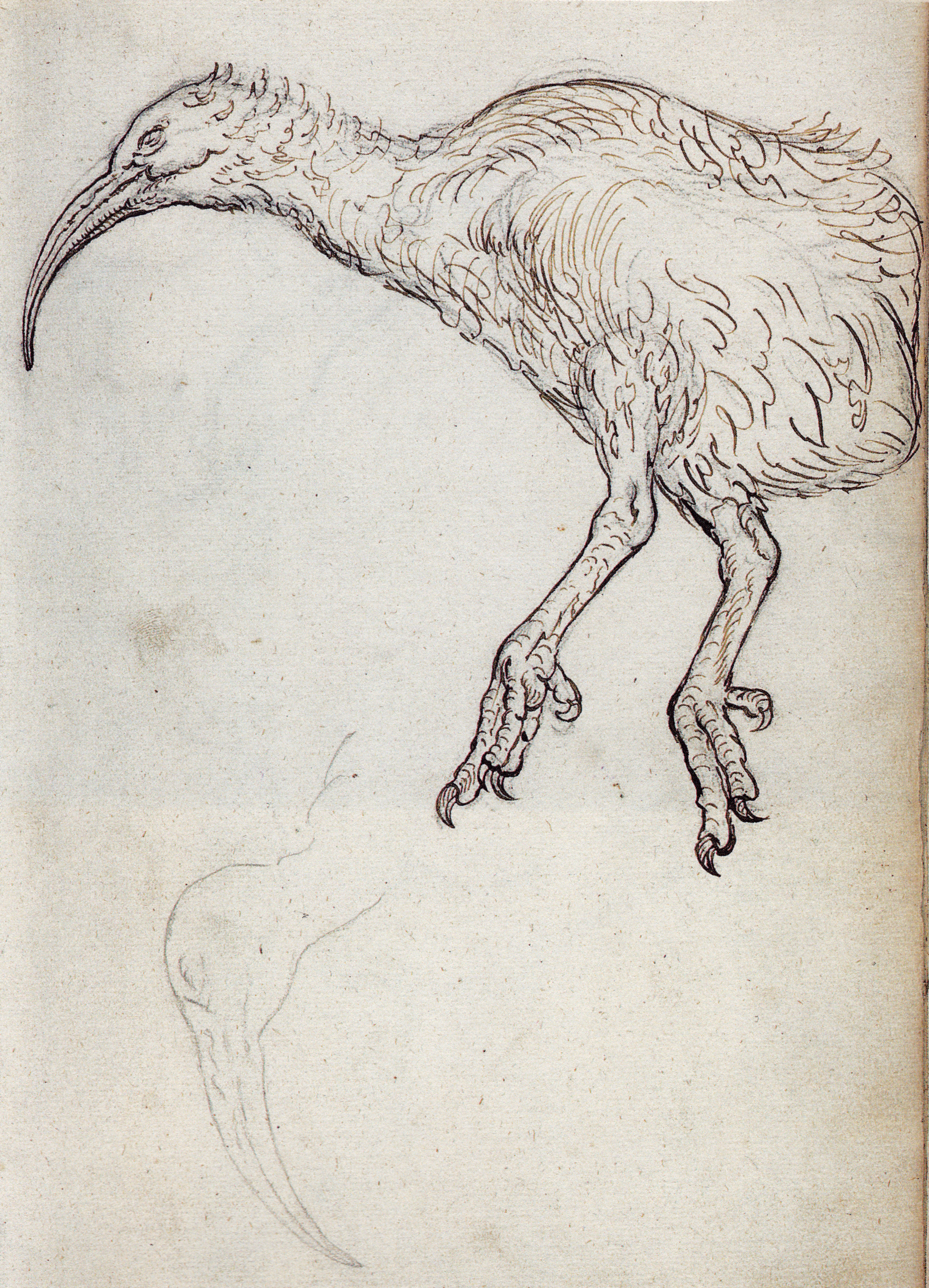
Schéma de 1601 attribué à Joris Joostensz Laerle.

Un peu plus grand qu'une poule mais de longueur exacte inconnue, Aphanapteryx bonasia était incapable de voler. Les spécimens subfossiles ont des tailles variables, ce qui peut indiquer un dimorphisme sexuel, comme cela est courant chez les râles. Son plumage était brun rougeâtre et uniforme, et les plumes étaient duveteuses et semblables à des cheveux. La queue n'était pas visible chez l'oiseau vivant, et ses ailes courtes disparaissaient de même dans le plumage. Il avait un long bec marron légèrement incurvé, et quelques illustrations suggèrent qu'il avait une crête sur la nuque. Il ressemblait peut-être à un kiwi de faible constitution, et on l'a également comparé au Courlan brun (Aramus guarauna), à la fois en apparence et par son comportement,. Le sternum et l'humérus subfossiles sont de petite taille, indiquant que ce râle avait perdu la faculté de voler. Ses pattes étaient longues et fines pour un tel oiseau, mais le bassin était compact et robuste. Il différait du Râle de Rodrigues, son plus proche parent, en ayant un humérus proportionnellement plus court, un crâne plus étroit et plus long, et de plus petites narines placées plus haut. Les deux espèces différaient aussi considérablement au niveau du plumage, d'après les descriptions d'époque. Aphanapteryx bonasia était également plus grand, avec des ailes un peu plus petites, mais les proportions de leurs pattes étaient similaires, tout comme celles du bassin et du sacrum.

### Descriptions manuscrites d'époque
L'explorateur britannique Peter Mundy visite l'île Maurice en 1638 et fait la description suivante de l'espèce :
| Texte original en anglais moderne naissant | Traduction |
| --- | --- |
| « A Mauritius henne, a Fowle as bigge as our English hennes, of a yellowish Wheaten Colour, of which we only got one. It hath a long, Crooked sharpe pointed bill. Feathered all over, butte on their wings they are soe Few and smalle that they cannot with them raise themselves From the ground. There is a pretty way of taking them with a red cap, but this of ours was taken with a stick. They bee very good Meat, and are also Cloven footed, soe that they can Neyther Fly nor Swymme. » | « Une poule de Maurice, un gallinacé aussi gros que nos poules anglaises, d'une couleur blé jaunâtre, dont nous avons qu'un seul individu. Il a un long bec courbe et au bout pointu. Ils ont des plumes partout, mais sur leurs ailes il y en a si peu et elles sont si petites qu'ils ne peuvent décoller du sol avec. Il y a une façon très agréable de les attraper avec un récipient rouge, mais le nôtre a été pris avec un bâton. Ils ont une très bonne viande, et leurs doigts sont séparés, de sorte qu'ils ne peuvent ni voler ni nager. » |

La coloration jaunâtre plutôt que rougeâtre a été un argument pour prétendre que cette description faisait référence à une espèce différente, mais cela pourrait être dû à ce que l'oiseau de Mundy eût été un juvénile. En 1668 un autre explorateur britannique, John Marshall, décrit Aphanapteryx bonasia en des mots similaires, ajoutant que ces oiseaux, qu'il appelle indifféremment « dodos ou poules rouges » sont de bons coureurs, et que leur viande est bonne au goût une fois rôtie, rappelant celle du cochon.

### Représentations picturales d'époque

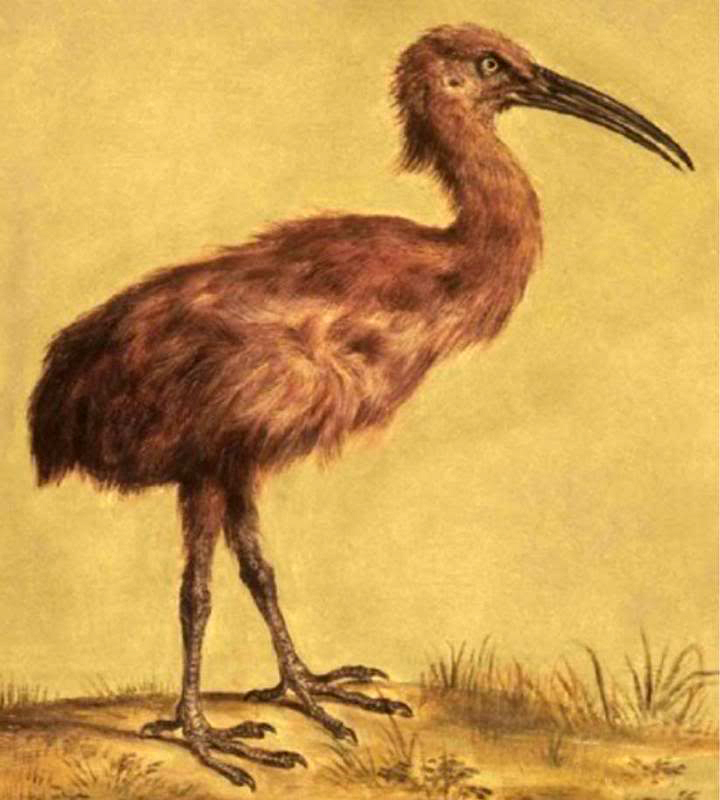
Peinture de Jacob Hoefnagel, unique représentation d'époque en couleur dAphanapteryx bonasia.

Beaucoup d'informations sur l'aspect extérieur de l'oiseau proviennent d'une peinture attribuée à Jacob Hoefnagel, et qui a dû être réalisée d'après un oiseau de la ménagerie de l'empereur Rodolphe II du Saint-Empire dans les années 1600. Il s'agit de la seule représentation en couleurs et attestée de l'oiseau, montrant un plumage brun rougeâtre, mais on ignore si l'oiseau modèle était empaillé ou vivant. L'oiseau avait très probablement été amené vivant en Europe, car il est peu probable que des taxidermistes se trouvaient à bord des navires de passage, et les alcools n'étaient alors pas encore utilisés pour conserver des échantillons biologiques. La plupart des spécimens tropicaux étaient préservés sous forme de têtes et de pattes séchées. La peinture a été découverte dans la collection de l'Empereur et publiée en 1868 par Georg von Frauenfeld, avec celle d'un Dodo de la même collection et du même artiste.

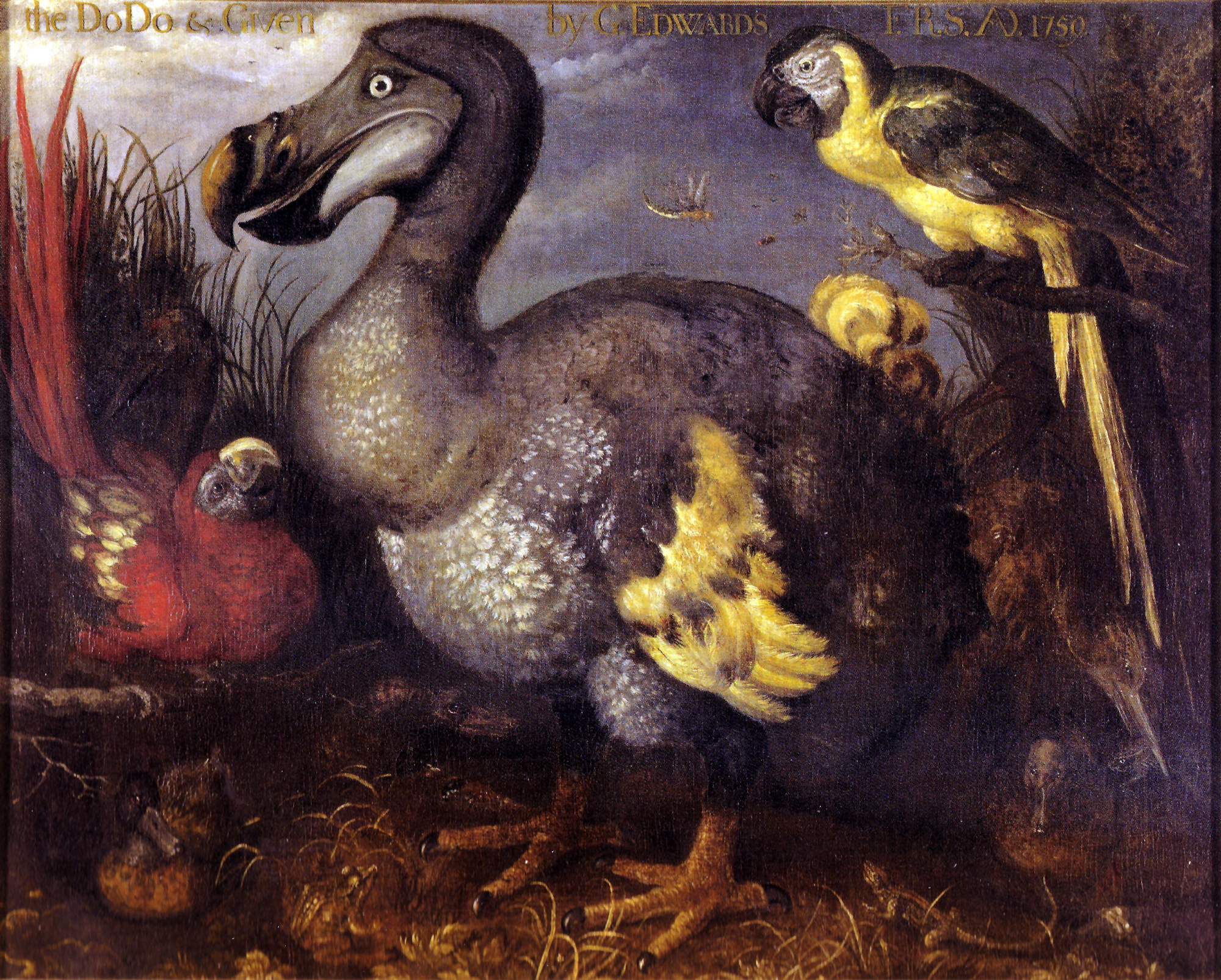
Le Dodo d'Edwards : célèbre peinture de 1626 de Roelandt Savery, avec possiblement Aphanapteryx bonasia en bas à droite, tenant une grenouille dans son bec.

Le journal de voyage du navire Gelderland (1601-1603) de la Compagnie néerlandaise des Indes orientales, redécouvert dans les années 1860, contient de bonnes esquisses de plusieurs oiseaux mauriciens, aujourd'hui disparus, attribuées à l'artiste Joris Laerle, dont celle d'un Aphanapteryx bonasia. L'oiseau semble avoir été étourdi ou tué. Il existe trois autres esquisses dessinées sur l'île Maurice, assez brutes, mais les différences ont été jugées assez significatives pour plusieurs auteurs pour qu'ils suggèrent que chaque image dépeignait une espèce distincte, conduisant à la création de plusieurs noms scientifiques aujourd'hui synonymes de Aphanapteryx bonasia.
On compte enfin quelques représentations de ce qui semble être des Râles de Maurice dans certaines des peintures de Dodos des années 1620 par Roelandt Savery, dont le célèbre Dodo d'Edwards : un oiseau semblable à un râle et en train d'attraper une grenouille est représenté derrière le Dodo, mais l'identification a été mise en doute. Un oiseau qui ressemble à Aphanapteryx bonasia figure aussi dans la peinture Arca di Noè (« Arche de Noé ») de Francesco Bassano le Jeune.

## Écologie et comportement

Situation de l'île Maurice, à l'est de Madagascar.

Aphanapteryx bonasia est cité dans presque tous les rapports concernant l'île Maurice à partir de 1602, mais les détails fournis sont répétitifs et n'éclairent pas beaucoup sur les habitudes de vie de l'oiseau. Son régime alimentaire n'a jamais été décrit, mais la forme de son bec indique qu'il pouvait se nourrir de reptiles et d'invertébrés. Il y avait beaucoup d'escargots terrestres endémiques de l'île Maurice, dont Tropidophora carinata (en) aujourd'hui disparue, et des coquilles subfossiles ont été trouvées avec des dégâts pouvant correspondre à ceux qu'aurait provoqués une attaque du bec d'Aphanapteryx bonasia.

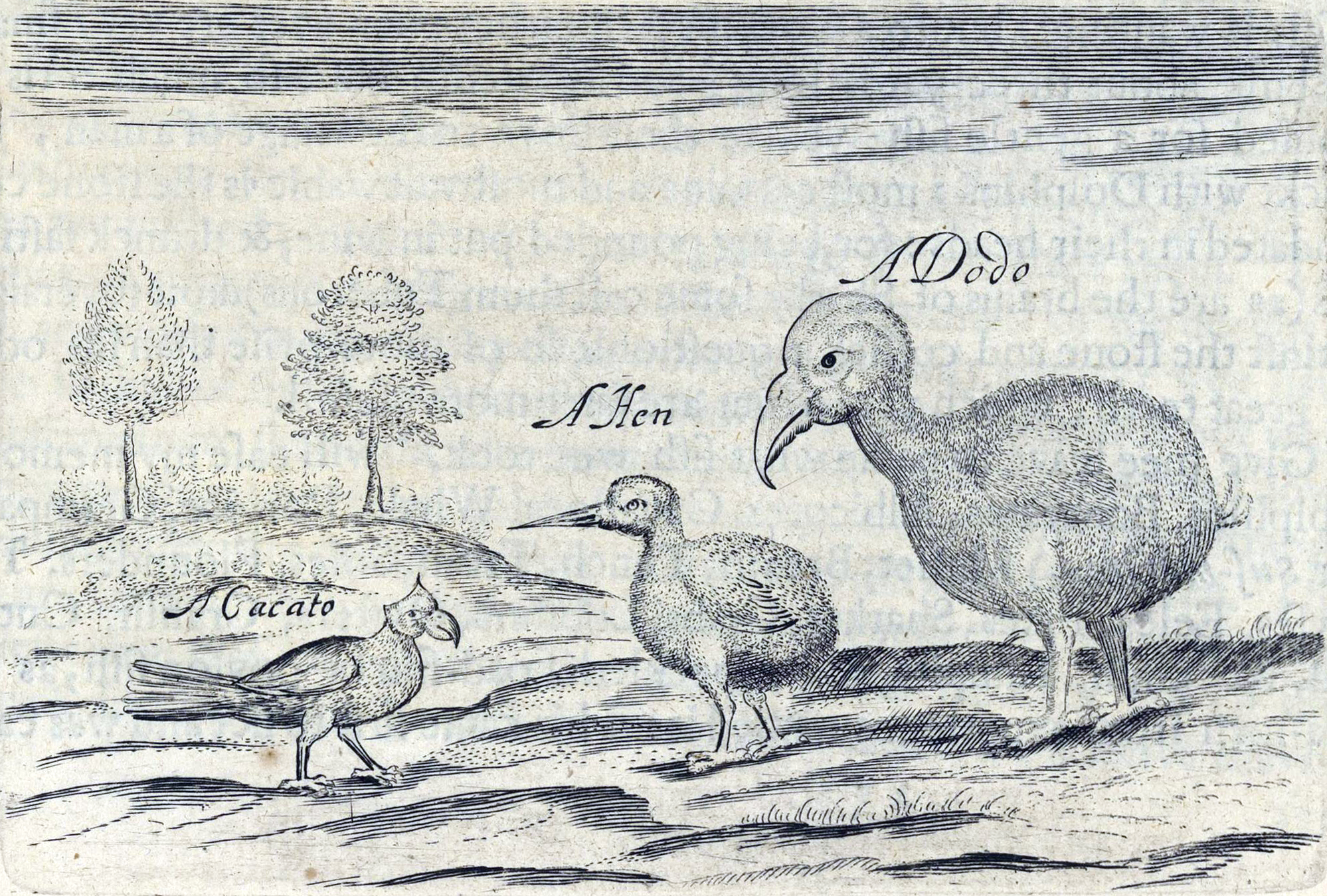
Dessin de Thomas Herbert représentant, de gauche à droite, un Mascarin de Maurice, Aphanapteryx bonasia et un Dodo (ou Dronte de Maurice).

Un Néerlandais donne en 1631 quelques éléments sur leur comportement, les décrivant comme de petits coureurs assez lents pour être facilement attrapés à la main, et peu coordonnés dans leurs mouvements lors de leur course, se déplaçant en groupe dans un grand désordre et sans se soucier des mouvements de leurs congénères. Aphanapteryx bonasia est décrit comme étant très facilement attiré par un chiffon rouge, qu'ils approchent pour l'attaquer, et un comportement similaire a été noté chez son proche cousin, le Râle de Rodrigues. Les oiseaux étaient alors attrapés, et leurs cris attiraient alors davantage de râles encore puisque ces oiseaux ayant évolué en l'absence de prédateurs étaient curieux et sans peur des humains. Thomas Herbert décrit ce comportement à l'égard des tissus rouges en 1634.
Beaucoup d'autres espèces endémiques de l'île Maurice ont disparu après l'arrivée de l'homme, ainsi l'écosystème de l'île est fortement endommagé et difficile à reconstituer. Avant l'arrivée des humains, l'île Maurice était entièrement recouverte de forêts, aujourd'hui en grande partie détruites par la déforestation. La faune endémique survivante est encore gravement menacée. Aphanapteryx bonasia vivait aux côtés d'autres oiseaux mauriciens récemment éteints comme le Dronte de Maurice (Raphus cucullatus), le Mascarin de Maurice (Lophopsittacus mauritianus), le Perroquet de Benson (Psittacula bensoni), le Founingo hollandais (Alectroenas nitidissima), le Petit-duc de Commerson (Mascarenotus sauzieri), la Foulque des Mascareignes (Fulica newtoni), l'Ouette de Maurice (Alopochen mauritianus), Anas theodori, et le Bihoreau de Maurice (Nycticorax mauritianus).

## Taxinomie et systématique

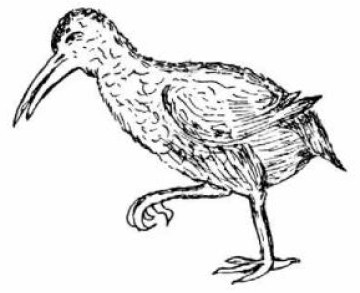
Croquis de Peter Mundy.

Au XIXe siècle, Aphanapteryx bonasia n'est connu que de quelques descriptions contemporaines et des croquis de Pieter van den Broecke et de ceux de Thomas Herbert. Les oiseaux de ces dessins étaient nommés Apterornis bonasia par Edmond de Sélys Longchamps en 1848, ou considérés soit comme deux espèces distinctes de dodos par Hermann Schlegel en 1854, sous les noms respectifs de Didus broecki et Didus herberti, bien que Hugh Edwin Strickland n'ait fait de ces oiseaux qu'une seule espèce en 1848. La peinture de Jacob Hoefnagel, le croquis du navire Gelderland et la description et le croquis de Peter Mundy refont surface plus tard, mais sans être reliés avec certitude à Aphanapteryx bonasia. Dans les années 1860, des os subfossiles de la patte et de la mâchoire inférieure de l'oiseau ont été trouvés avec des restes d'autres animaux mauriciens dans la Mare-aux-Songes, et sont décrits par Alphonse Milne-Edwards en 1869, qui les identifie comme appartenant à un râle. Il combine le nom actuel du genre, Aphanapteryx, inventé par Georg Ritter von Frauenfeld pour la peinture de Hoefnagel, avec la dénomination spécifique existante broecki. En raison du principe de priorité des règles de nomenclature, c'est l'épithète bonasia, plus ancienne et créée par Edmond de Sélys Longchamps en 1848 qui sera ensuite gardée.

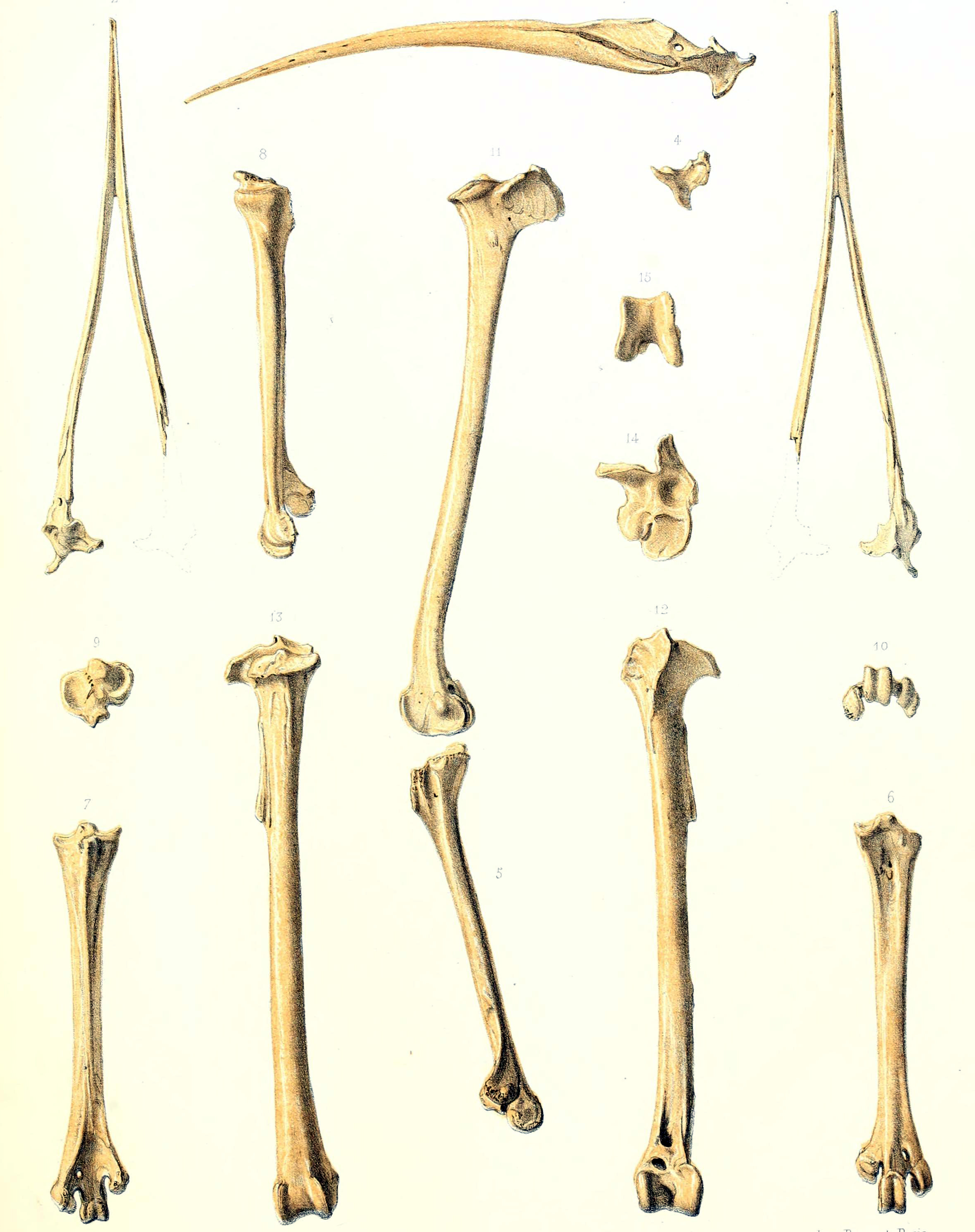
Premier restes connus, 1866.

De Sélys Longchamps avait initialement nommé le genre Apterornis, un nom considéré comme synonyme d'Aptornis (en), créé par Richard Owen en 1848. Aphanapteryx signifie « aile invisible », mais l'étymologie de bonasia n'est pas claire. Les premiers signalements d'Aphanapteryx bonasia l'appellent sous les noms vernaculaires de la Gélinotte des bois (Tetrastes bonasia), de sorte que le nom provient évidemment de là. Ce bonasia renvoie peut-être à bonasus, signifiant « taureau » en latin, ou de bonum et assum, qui signifierait alors « bon rôti ». Il a également été suggéré qu'il s'agisse d'une forme latine du mot français « bonasse », qui signifie « simple d'esprit ».
Théodore Sauzier, chargé d'explorer les « souvenirs historiques » de l'île Maurice en 1889, rassemble davantage de fossiles. Un spécimen complet a été trouvé par le coiffeur Louis Étienne Thirioux, qui a également découvert d'importants restes de Dodos.
Aphanapteryx bonasia (de Sélys-Longchamps, 1848) compte les synonymes suivants :
- Apterornis bonasia de Sélys-Longchamps, 1848 (protonyme) ;
- Didus broecki Schlegel, 1854 ;
- Didus herbertii Schlegel, 1854 ;
- Aphanapteryx imperialis Frauenfeld, 1868 ;
- Aphanapteryx imperatoris Frauenfeld, 1868 ;
- Aphanapteryx broeckei Milne-Edwards, 1868 ;
- Didus herberti Milne-Edwards, 1868 ;
- Didus broeckii Milne-Edwards, 1868 ;
- Aphanapteryx broeckii Milne-Edwards, 1869 ;
- Pezophaps broeckei Schlegel, 1873 ;
- Pezophaps herbertii Schlegel, 1873 ;
- Aphanapteryx broecki Günther & Newton, 1879 ;
- Aphanapteryx broekei Newton & Gadow, 1893 ;
- Kuina mundyi Hachisuka (fi), 1937 ;
- Pezocrex herberti Hachisuka, 1953.

À part le fait qu'il soit un proche parent du Râle de Rodrigues (Erythromachus leguati), la position systématique d'Aphanapteryx bonasia reste incertaine. Les deux espèces sont généralement placées dans des genres séparés, Aphanapteryx et Erythromachus, mais ont également été réunies dans le seul genre Aphanapteryx. Elles sont considérées cogénériques par Edward Newton et Albert Günther en 1879, en raison de similitudes du squelette. Sur la base de l'emplacement géographique et de la morphologie des os nasaux, on les a rapprochées des genres Gallirallus, Dryolimnas, Atlantisia et Rallus. Les râles ont colonisé de nombreux archipels océaniques, ce qui a souvent conduit à la spéciation et la perte de la faculté de voler.

## Aphanapteryx bonasiaet l'Homme

### Extinction
Pour les marins néerlandais qui visitent l'île Maurice à partir de 1598, la faune est principalement intéressante d'un point de vue culinaire. Le Dodo est parfois considéré comme plutôt mauvais au goût, mais Aphanapteryx bonasia est un gibier très populaire pour les colons néerlandais et français. Les récits insistent sur la facilité variable avec laquelle l'oiseau pouvait être attrapé selon la méthode de chasse et sur le fait que le râle rôti était considéré comme un bon substitut pour la viande de porc. Johann Christian Hoffmann, qui était sur l'île Maurice au début des années 1670, décrit ainsi la chasse au râle :
| Texte original en anglais moderne naissant | Traduction |
| --- | --- |
| « … [there is also] a particular sort of bird known as toddaerschen which is the size of an ordinary hen. [To catch them] you take a small stick in the right hand and wrap the left hand in a red rag, showing this to the birds, which are generally in big flocks; these stupid animals precipitate themselves almost without hesitation on the rag. I cannot truly say whether it is through hate or love of this colour. Once they are close enough, you can hit them with the stick, and then have only to pick them up. Once you have taken one and are holding it in your hand, all the others come running up as it to its aid and can be offered the same fate. » | « … [il y a aussi] un type particulier d'oiseau connu sous le nom de toddaerschen qui est de la taille d'une poule ordinaire. [Pour les attraper] vous prenez un petit bâton dans la main droite et vous enveloppez la main gauche dans un chiffon rouge, la montrant aux oiseaux, qui sont généralement en grands troupeaux ; ces animaux stupides se précipitent presque sans hésitation sur le chiffon. Je ne peux pas vraiment dire si c'est par haine ou par amour pour cette couleur. Une fois qu'ils sont assez proches, vous pouvez les frapper avec le bâton, et alors vous n'avez plus qu'à les ramasser. Une fois que vous en avez pris un et que vous le tenez dans votre main, tous les autres accourent sur place comme pour l'aider et ils peuvent subir le même sort. » |

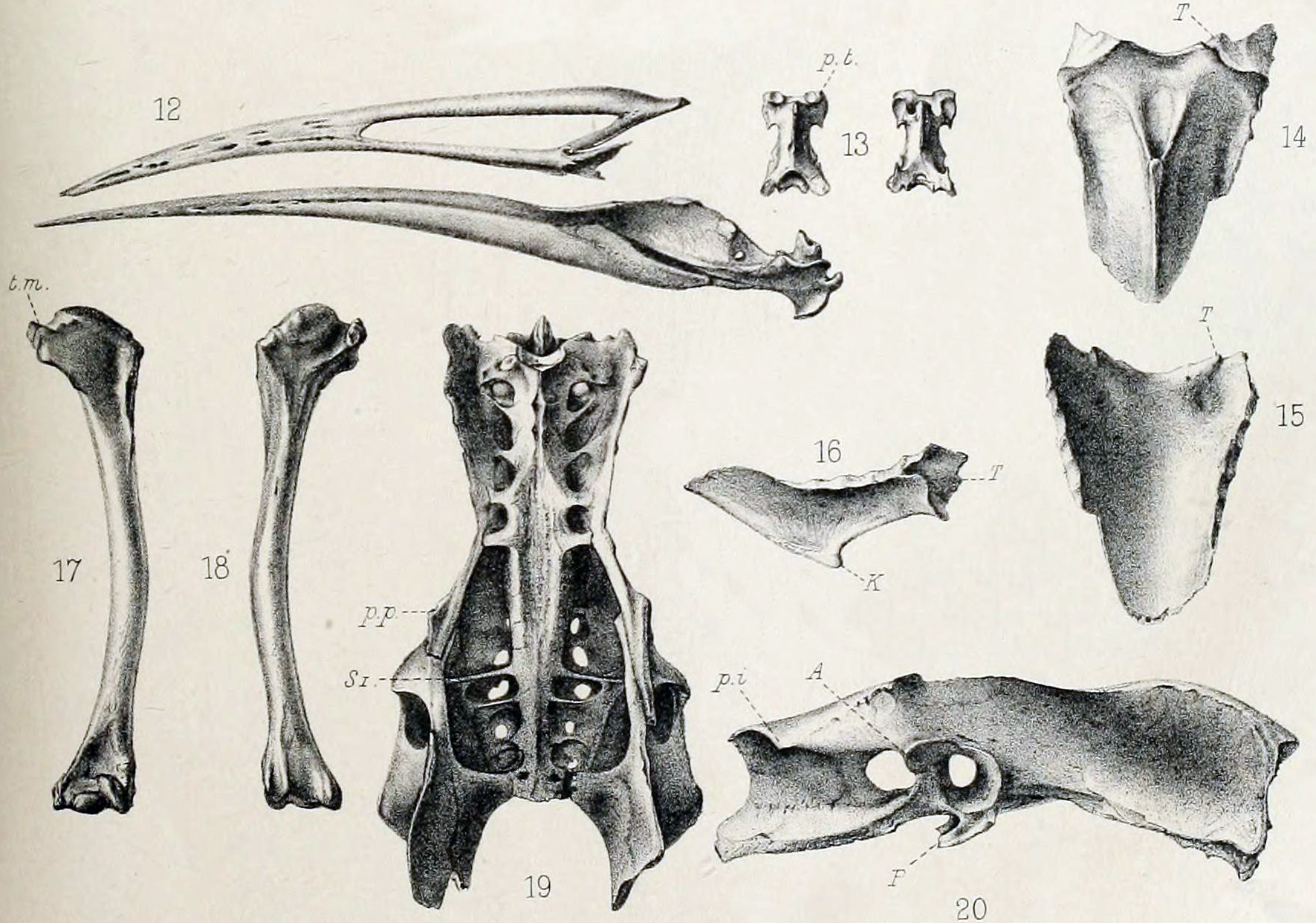
Restes décrits en 1893.

Le récit d'Hoffman se réfère à Aphanapteryx bonasia par le mot toddaerschen, une version allemande du nom néerlandais initialement appliqué au Dodo, « Dod-aers », et John Marshall utilise Red Hen (« poule rouge ») de façon interchangeable avec Dodo en 1668. L'expert des Mascareignes Anthony Cheke a suggéré à la fin du XVIIe siècle que le nom de « dodo » avait été transféré à Aphanapteryx bonasia, si bien que toutes les références post-1662 pour le Dronte de Maurice sont douteuses. Un signalement de 1681 d'un « dodo », que l'on croyait être le dernier, mentionne que sa viande est « dure », comme pour la description de la viande du râle. Errol Fuller jette aussi le doute sur ce « dodo » de 1662, car la réaction aux cris de détresse des oiseaux mentionnés décrit ce qui était déjà dit pour Aphanapteryx bonasia.
Comme les râles nichent au sol, les cochons ont probablement contribué à l'extinction de l'espèce en mangeant les œufs et les jeunes. Lorsque François Leguat, qui était devenu très familier avec le Râle de Rodrigues, arrive sur l'île Maurice en 1693, il remarque que Aphanapteryx bonasia était déjà devenu rare. Il est le dernier à mentionner l'oiseau, et on suppose donc que celui-ci a disparu autour de 1700.

### Dans la culture
Aphanapteryx bonasia figure sur un timbre émis par la Poste mauricienne d'une valeur de cinq roupies, où il est nommé « Poule rouge ».